# 赵刚 (北朝)
赵刚，字僧庆，河南郡洛阳县人，南北朝北魏至北周军事人物。
他是宁远将军赵和之子，年少时便机智善辩、才能出众。初任奉朝请，后被授予镇东将军、银青光禄大夫，又担任大行台郎中、征东将军，加授金紫光禄大夫。之后任司徒府从事中郎，加授阁内都督。
534年（永熙三年），魏孝武帝与丞相高欢关系恶化，赵刚受孝武帝密令前往东荆州，劝说刺史冯景昭起兵入洛阳。冯景昭尚未行动时，高欢逼近洛阳，孝武帝逃往关中。冯景昭召集属僚商议去留，司马冯道和建议据守东荆州等待洛阳政权处置，赵刚则力劝率军前往长安。因无人支持，赵刚拔刀掷地喝道：“你若为忠臣，当斩冯道和；若愿从贼，就杀了我！”冯景昭于是决意追随孝武帝，率军向关中进发。途中遭侯景逼近穰城，东荆州杨祖欢等人响应侯景起兵阻击，冯景昭战败，赵刚被南方少数民族俘获，后自付赎金获释。赵刚会见东魏东荆州刺史李愍，劝其归附孝武帝。李魔憐采纳建议，派赵刚赴并州秘密侦察局势。高欢设宴召见赵刚，托其带回给东荆州的命令书。赵刚返回后劝李魔憐斩杀杨祖欢等人，归附孝武帝，李魔憐遂派他前往长安。
535年（大统元年），赵刚在灞上面见宇文泰，详细汇报关东局势，获宇文泰赏识，封阳邑县子，授车骑将军、左光禄大夫，后因夺回东荆州之功晋爵临汝县伯。孝武帝西迁后，贺拔胜、独孤信流亡南朝梁，赵刚奏请西魏文帝召回二人，遂兼任给事黄门侍郎，以使者身份至梁朝魏兴郡，将文帝亲笔信交给梁州刺史杜怀宝，请求放归贺拔胜等人。杜怀宝将信送建康，梁武帝派使者与赵刚一同返国。赵刚回朝后晋爵武城县侯，任大丞相府帐内都督，后再次出使魏兴郡，不久梁武帝以厚礼送贺拔胜、独孤信等人回到西魏。御史中尉董绍奏请攻略梁朝汉中，被任为行台、梁州刺史，率军前往。赵刚反对未果，董绍最终兵败免官。赵刚后任颍川郡太守，加授通直散骑常侍、卫大将军。
537年（大统三年），赵刚随宇文泰参与夺回弘农之战，升任大都督、东道军司，统率开府李延孙等七军攻克复阳城，俘获太守王智纳，后转任陈留郡太守。东魏行台吉宁率三万兵攻破陈留郡城，赵刚逃往颍川，代理颍川郡事。他遭侯景击败后率残军入洛阳，又奉大行台元海之命回颍川征粮。此时侯景军已占据颍川，赵刚从颍川西境招集阳翟县两万户百姓，欲运往洛阳。538年（大统四年），洛阳陷落，赵刚孤立无援，仍连败东魏广州刺史李仲侃。当时侯景部将陆太、颍川太守高沖等率八千兵进攻襄城等五郡，赵刚以五百兵将其击败。开府李延孙被长史杨伯兰杀害后，赵刚攻斩杨伯兰，又攻克广州，进军阳翟。侯景从邺入鲁阳与赵刚交战，后退回宜阳。赵刚进军伊、洛，侯景渡黄河筑城防御。赵刚前后攻克东魏三郡，俘获一太守，又击败侯景行台梅迁，斩首千余人，任尚书金部郎中。543年（大统九年），东魏北豫州刺史高仲密归附西魏，赵刚兼任大行台左丞，持节赴颍川统辖当地军队。回师后，他在南陆击败侯景先锋，俘获两太守。此时西魏流言称赵刚欲降东魏，高欢亦施反间计，声称派使者迎接赵刚。赵刚率骑兵袭击并攻克东魏下坞，以行动自证清白，宇文泰知其忠心，加以赏赐，后任营州刺史，晋爵为公，加授大都督、车骑大将军、仪同三司、散骑常侍。
550年（大统十六年），渭州郑五醜联合羌人傍乞铁怱叛乱，赵刚奉命前往镇压，攻破定夷镇及叛军营寨，郑五醜逃往傍乞铁怱处。赵刚进军攻克傍乞铁怱据守的广宁郡。宇文贵西征时，赵刚代理渭州事，为军队补给粮草。叛乱平定后，一千羌兵被俘配属其军中，赵刚加授骠骑大将军、开府仪同三司，后入朝任光禄卿。556年（西魏恭帝三年），北周设立六官，他任膳部中大夫。
557年，北周孝闵帝即位，赵刚晋爵浮阳郡公，外任利州总管、利沙方渠四州诸军事。沙州氐族反抗，被他讨平；隆州獠族首次开始承担赋役。他又动员利州、沙州等十四州兵力经略信州少数民族，兼任渠州刺史。到任后，渠州首领因畏惧其军威相继归降，但因出征日久、士兵疲惫，首领不久后再次反抗，赵刚战败撤退，又因与部下仪同尹才争执被召回长安，途中病逝，享年五十七岁，追赠中淅涿三州刺史，谥号成。其子趙元卿（嗣爵）、趙仲卿。